# Забродски, Олдржих
Олдржих Забродски (чеш. Oldřich Zábrodský; 28 февраля 1926, Прага — 22 сентября 2015, Бельгия) — чехословацкий защитник, хоккеист, выступавший за команду «ЛТЦ Прага» и национальную сборную Чехословакии. Чемпион Европы 1948 года, серебряный призёр зимних Олимпийских игр в Санкт-Морице. Брат знаменитого нападающего Владимира Забродски.

## Биография
Олдржих Забродски родился 28 февраля 1926 года в Праге.
Начал карьеру хоккеиста в 1945 году, в команде «ЛТЦ Прага», с которой 3 раза подряд становился чемпионом Чехословацкой хоккейной лиги.
Забродски также выступал за сборную Чехословакии. В 1948 году он стал серебряным призёром зимних Олимпийских играх в Санкт-Морице. Всего за сборную провёл 21 игру, забросил 1 шайбу.
В декабре 1948 года, через 10 месяцев после коммунистического переворота в Чехословакии, Забродски вместе со своей командой принимал участие в Кубке Шпенглера. Домой он уже не вернулся, оставшись в Швейцарии, доиграл сезон за «Давос», потом 2 года играл за клуб «Лозанна». В 1951 году завершил хоккейную карьеру. В том же 1951 году через Италию уехал в США. Там Забродски жил до 1960 года, после чего вернулся в Европу, обосновавшись в Бельгии, где жил до своей смерти. Был женат, имел двух детей: сына и дочь, которые проживают в США. Умер 22 сентября 2015 года в возрасте 89 лет.

## Достижения
- Чемпион Чехословакии 1946—1948
- Чемпион Европы 1948
- Серебряный призёр Олимпийских игр 1948
- Победитель Кубка Шпенглера 1946—1948